# 西山北古墳
西山北古墳（にしやまきたこふん）は、兵庫県南あわじ市賀集八幡北にある古墳。形状は円墳と推定される。南あわじ市指定史跡に指定されている。

## 概要
淡路島南部、三原平野西縁の南辺寺山の山麓に築造された古墳である。2000年（平成12年）に測量調査が実施されている。
墳形は円形と見られ、直径は15メートルまたは20メートル程度と推定される。埋葬施設は両袖式の横穴式石室で、南方に開口する。畿内の影響を受けた石室であり、淡路島に現存する石室のうちでは最大規模になる点で注目される。出土品は知られていない。築造時期は古墳時代後期の6世紀後半頃と推定される。
古墳域は2004年（平成16年）に南あわじ市指定史跡に指定されている。なお、付近では西山南古墳・野田山古墳・小山古墳の分布が知られる。

## 遺跡歴
- 2000年（平成12年）、測量調査[2]。
- 2004年（平成16年）9月1日、南あわじ市指定史跡に指定[4]。

## 埋葬施設

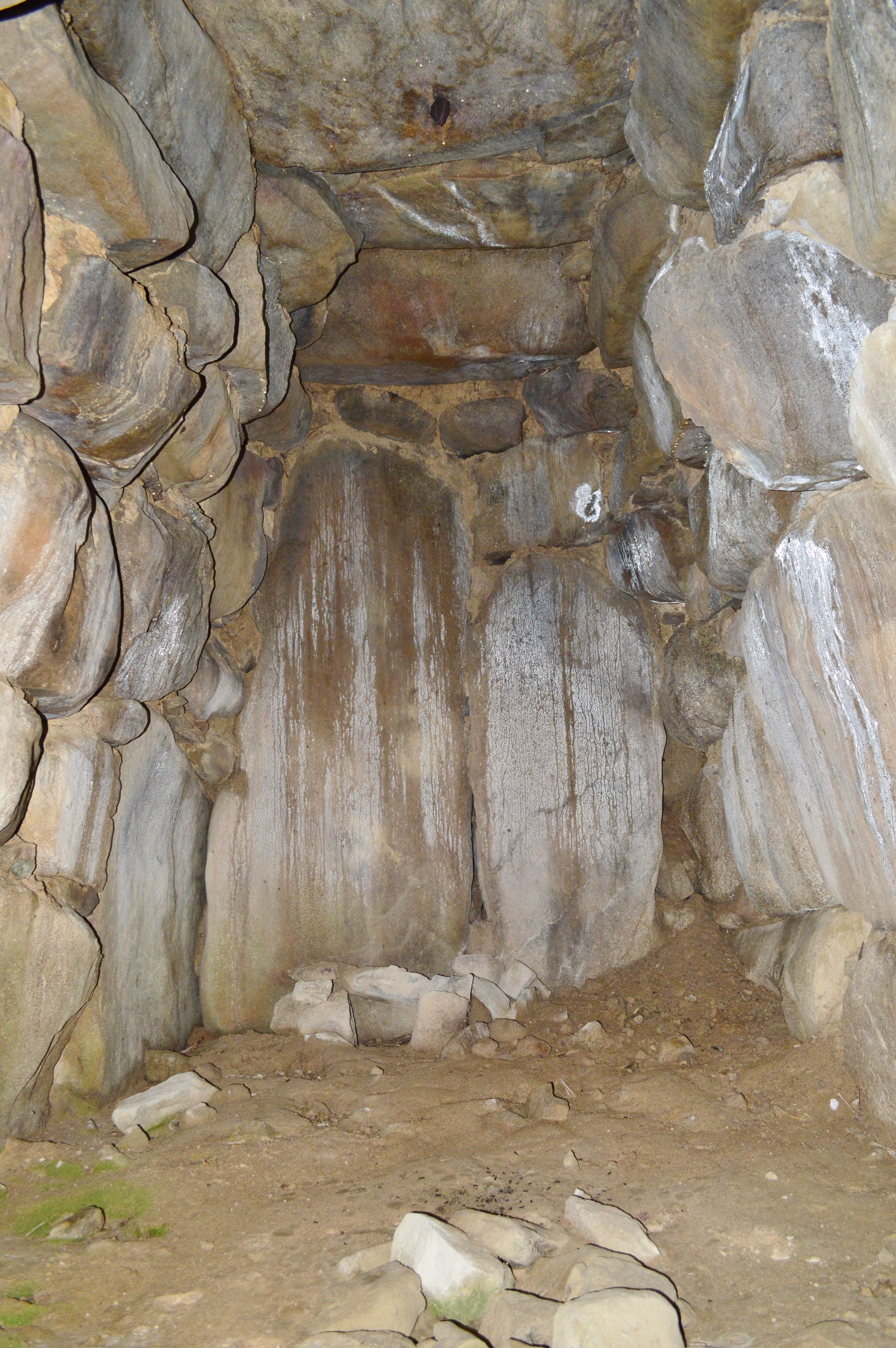
石室 玄室

埋葬施設としては両袖式の横穴式石室が構築されており、南方に開口する。石室の規模は次の通り。
- 石室全長：8.02メートル
- 玄室
  - 長さ：3.82メートル（東側）、4.11メートル（西側）
  - 幅：1.85メートル（奥壁側）、1.98メートル（最大）
  - 高さ：2.44メートル（奥壁側）、2.68メートル（最大）
- 玄門 幅：1.53メートル
- 羨道 高さ：1.52メートル

玄室は奥壁が2枚の立石により構築される点で特色を示す。側壁は玄室・羨道とも最下部には大石を据え、玄室側壁は4-5段、羨道側壁は2-3段で構築される。石材の間の目地には粘土状の土が詰められており、同様の手法は西山南古墳でも知られる。
本古墳の石室は淡路島に現存する石室のうちでは最大規模になるが、本州の大型石室が全長10メートルを超すのと比べると小さいものになる点が注意される。

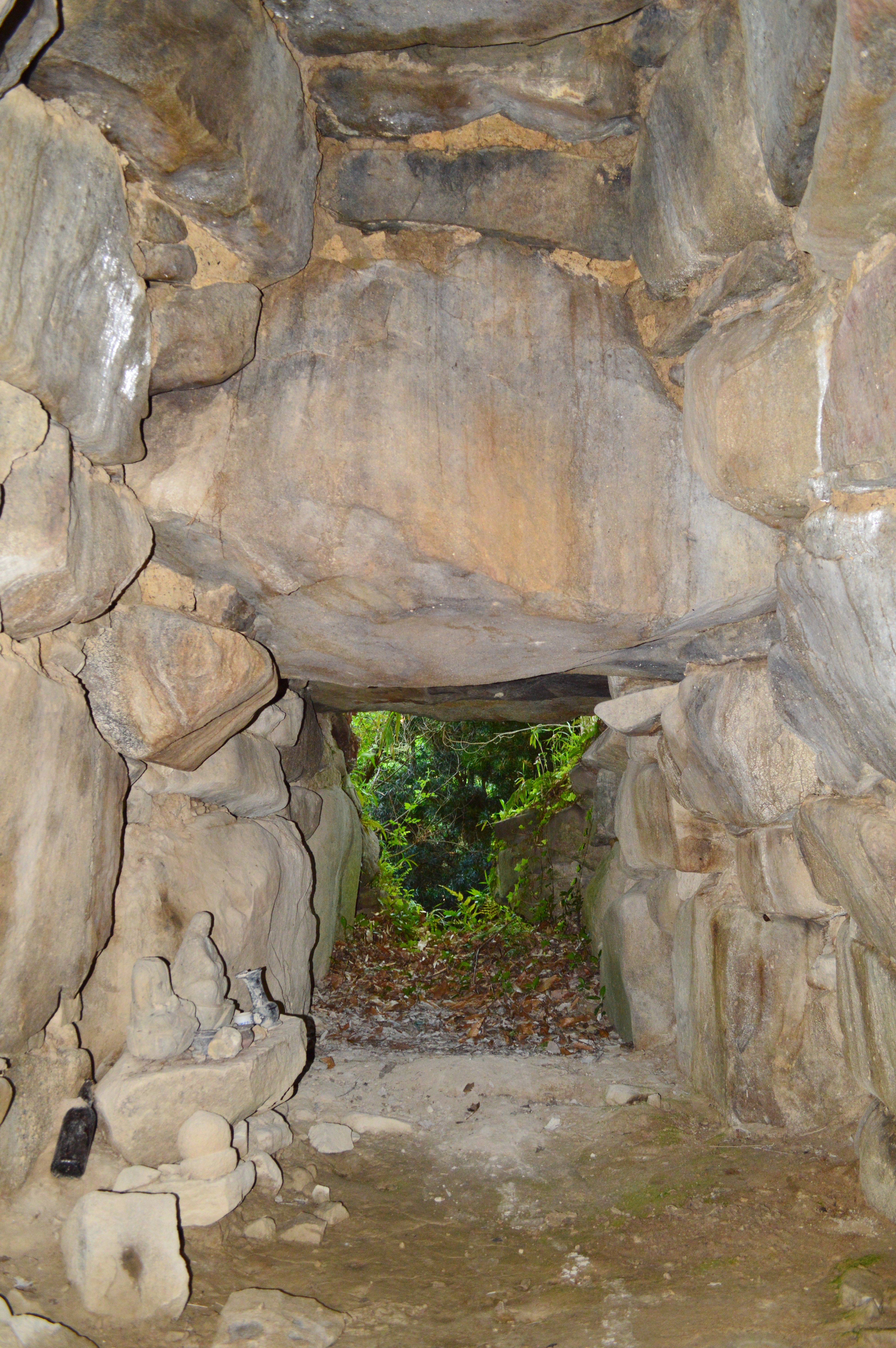
玄室（玄門方向） 目地に粘土が残る。
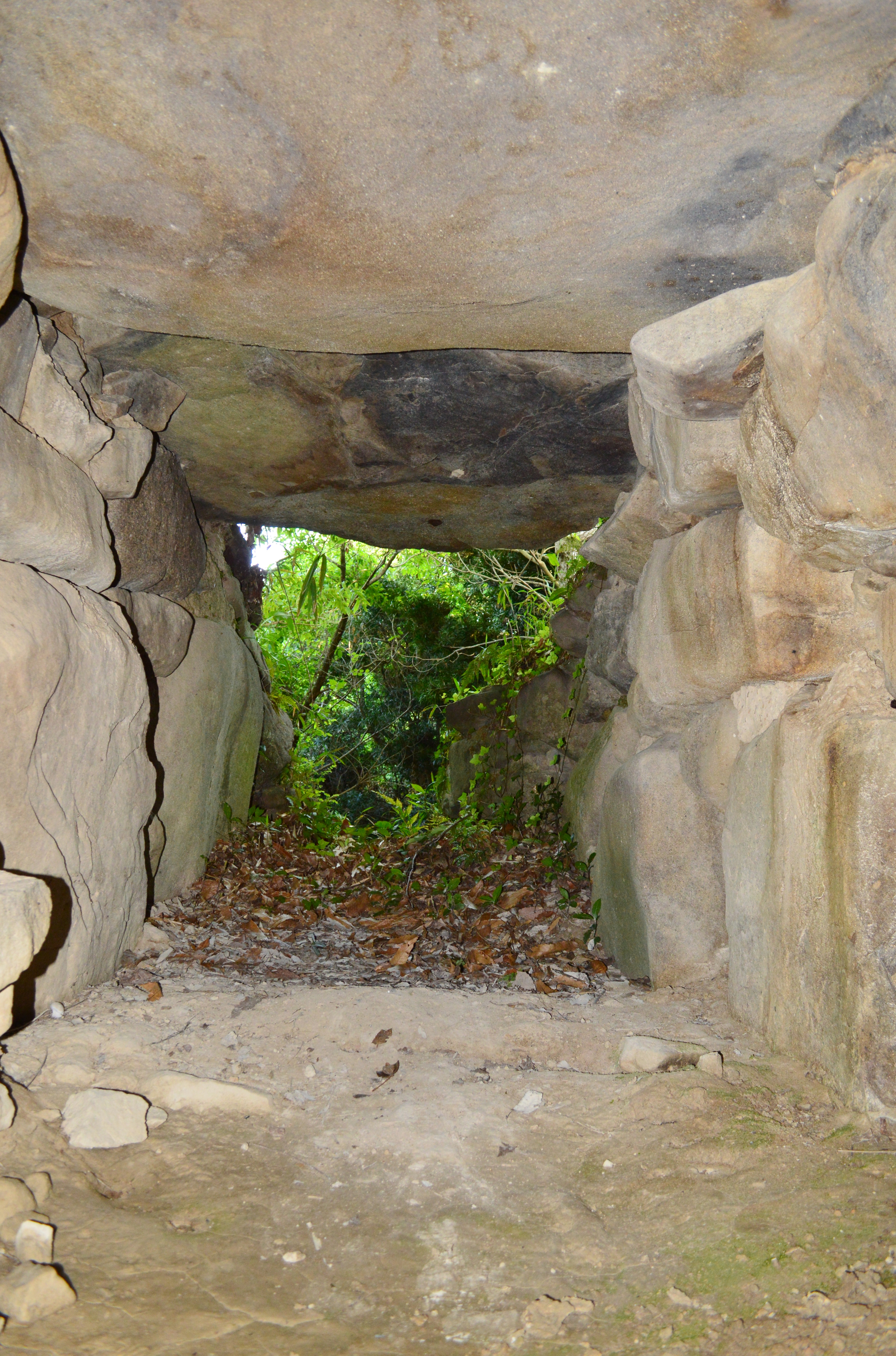
羨道（開口部方向）
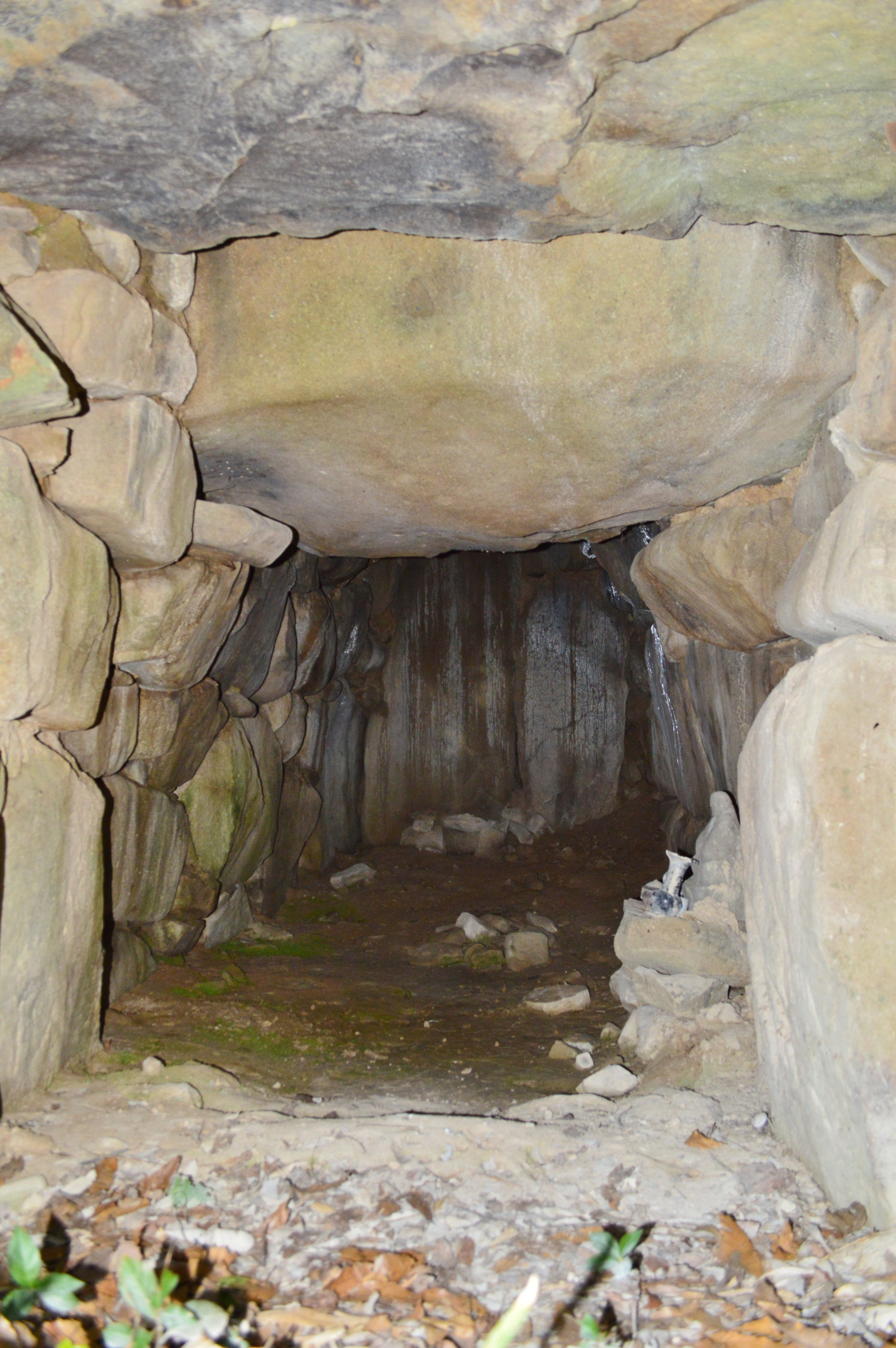
羨道（玄門方向）

## 文化財

### 南あわじ市指定文化財
- 史跡
  - 西山北古墳 - 2004年（平成16年）9月1日指定[4]。